# 心叶报春茜
心叶报春茜（学名：Leptomischus guangxiensis）为茜草科报春茜属下的一个种。其种加词“guangxiensis”意为“广西的”。